# Депутаты областных маслихатов Казахстана II созыва

## Алматинская область
1. Курмашев Куаныш — секретарь маслихата
2. Жунусбеков Едыген Исатович- секретарь маслихата
3. Амиров Марат Шотанович
4. Ахметов Турсунбай Сейтжапарович
5. Артемов Борис Борисович
6. Амиржанов Канат Рыскельдиевич
7. Айтбаев Сансызбай Айтбаевич
8. Ашимбаев Максат Нусипбекович
9. Ашенов Саулебай Ашенович
10. Амитахунов Абдиманап
11. Акимбеков Адильхан Кабдыкенович
12. Балтабеков Жолтай
13. Бейсенбаев Султан Сейдахметович
14. Буйенбаева Майра Шергалиевна
15. Волокитин Виктор Иванович
16. Егинбаев Жанайдар Жылкайдарович
17. Жазылбеков Аскар Бигаметович
18. Жакупов Больтурук Аусадыкович
19. Журынбаев Садылхан
20. Зияданов Амантай Зияданович
21. Иманбаев Амангельды Турысбекович
22. Керимкулов Токтарбай Акимович
23. Касымова Галина Нургалиевна
24. Костина Татьяна Валентиновна
25. Мукашев Серик Шаяхметович
26. Оспанов Турсын Молдагалимович
27. Онгарбеков Бексултан
28. Пятигорский Леонид Владимирович
29. Рахимов Каир Закирович
30. Сырлыбаева Гульсум Коныркульжаевна
31. Садыков Шахзинда Гусеинович
32. Сакмаров Виктор Васильевич
33. Сабыр Ермек Мухаммедкеримулы
34. Саткенбаева Садат Кондыбаевна
35. Сыдык Ардак Маутханулы
36. Смыков Анатолий Иванович
37. Садыков Болат Нурмурзаевич
38. Туктибаев Оразгельды Беденович
39. Токталинова Бахытгуль Биткенбаевна
40. Тохтахунов Рахимжан Имирович
41. Толепбеков Октябрьхан Кадырович
42. Таран Владимир Иванович
43. Шаяхметов Жумадил Шаяхметович
44. Чурегеев Сейдахмет Балтабаевич
45. Хасенов Мурат Сапаргалиевич[1]

## Восточно-Казахстанская область
1. Абильмажинов Айтхабыл Кабдылович
2. Адианов Борис Тимофеевич
3. Амиржанов Толеубек Кабытаевич
4. Ан Евгений Алексеевич
5. Ахаев Василий Иванович
6. Ахметов Мурат Абдрашитович
7. Аяганов Алтай Нуркасымович
8. Баймуратов Бахтыбай Тенизбаевич
9. Байсаков Есентай Дарибаевич
10. Баталов Юрий Васильевич
11. Блок Леонид  Петрович
12. Вихрев Валерий Иванович
13. Даленов Талгат Алыпович
14. Дюсенгулов Кайратхан Слямханович
15. Дяглев Петр Федорович
16. Завьялов Геннадий Григорьевич
17. Иванов Виталий Иванович
18. Измайлов Владимир Иннокентьевич
19. Калимажанов Толеген Абилгазинович
20. Коканова Айгуль Рыспековна
21. Кравцов Владимир Петрович
22. Куленов Ахат Салемхатович
23. Лукин Александр Александрович
24. Макаров Федор Васильевич
25. Мамбетказиев Ережеп Альхаирович
26. Масленников Олег Иванович
27. Музапаров Марат Омырбекович
28. Мусин Дуйсенгазы Магауянович
29. Оспанов Мурат Магавьянович
30. Поляков Дмитрий Николаевич
31. Приходько Юрий Борисович
32. Сулейменов Рысбек Карибаевич
33. Сыдыков Нурлан Батташевич
34. Сысоев Борис Александрович
35. Тохтасынов Толен Мухамедиевич
36. Тумабаев  Мухит Турысханович
37. Турлыханов Кайрат Болатович
38. Тусупбеков Ермек Акылбекович
39. Уранхаев Айдос Тельманович
40. Чепрасов Александр Иванович
41. Шишкин Сергей Николаевич
42. Шубин Михаил Александрович
43. Шушков Анатолий Анатольевич
44. Аксенов Владимир Викторович
45. Жотабаев Женис Рахметович
46. Кабижев Уалхан
47. Мусин Кайрат Маратович
48. Садыков Болат Кенесбекович
49. Сыдыков Ерлан Батташевич[2]

## Карагандинская область
1. Алексеенко Михаил Павлович
2. Асанов Бауржан Конирбаевич
3. Бексултанов Кудайберген
4. Болотина Наталья Ивановна
5. Волошин Николай Васильевич
6. Елизарова Валентина Петровна
7. Есказин Малик Садыкович
8. Иванина Наталья Ивановна
9. Ивченко Геннадий Иванович
10. Идрисова Сара Башуевна
11. Кадочников Юрий Максимович
12. Кистанов Сергей Павлович
13. Лепекоршев Андрей Леонидович
14. Ли Андрей Радоликович
15. Литвинов Виктор Иванович
16. Марданов Тулеугажи Марданович
17. Масанов Алимжан Каркенович
18. Носкова Лариса Николаевна
19. Осин Шамиль Абзалетдинович
20. Оспанова Майра Мажкеновна
21. Правдин Валерий Степанович
22. Подпальный Василий Викторович
23. Прудников Юрий Борисович
24. Разуваев Анатолий Яковлевич
25. Сагиндыков Каким Молдабекович
26. Селиванова Татьяна Алексеевна
27. Симонян Виктор Авакумович
28. Сулейменов Ракомбед Тимербаевич
29. Хука Александр Александрович
30. Черепанова (Ковтун) Милла Давидовна
31. Юзик Татьяна Андреевна[3]

## Павлодарская область
1. Абенов Марат Ануарбекович
2. Абугалиев Нурлан Хатипович
3. Айбенова Гульнар Зейнулловна
4. Айтказин Тельман Айтказинович
5. Алекпаров Юсуп Увалиевич
6. Бабенко Александр Витальевич
7. Бабий Александр Васильевич
8. Гафуров Ринат Мифтахович
9. Гетман Василий Леонидович
10. Головачев Николай Петрович
11. Гуськов Анатолий Николаевич
12. Ешимов Тлеубек Мажгулович
13. Жасылгусова Шолпан Аусагитовна
14. Жетписов Халел Калимуллович
15. Каиргельдинов Оразгельды Алигазинович
16. Кисаков Куаныш Мухаметкалымович
17. Колесников Владимир Григорьевич
18. Кох Иван Александрович
19. Лебедь Вячеслав Дмитриевич
20. Марченко Евгений Алексеевич
21. Мирошниченко Анатолий Григорьевич
22. Мусин Шамгон Шаймарданович
23. Нурмуханова Зауре Малгаждаровна
24. Окатенко Валерий Васильевич
25. Омаров Аскар Шайхинович
26. Рамазанов Жанайдар Рамазанович
27. Рахметуллин Хомар Рахметуллинович
28. Савченко Андрей Юрьевич
29. Сивиринова Людмила Кашперовна
30. СоколоваУльяна Александровна
31. Солдаткина Валентина Павловна
32. Туранов Болат Туранович
33. Финк Елена Владимировна
34. Червоный  Вячеслав Данилович
35. Шабрат Николай Петрович
36. Яук Владимир Романович[4]